# Norrboda-Ugglans naturreservat
Norrboda-Ugglans naturreservat är ett naturreservat på norra Gräsö i Östhammars kommun i Uppsala län.
Området är naturskyddat sedan 2017 och är 59 hektar stort. Reservatet består av gles hällmarktallskog, mossrik granskog, hällmark med tallskog, tallmossar, små kärr och sumpblandskogar.